# 格萝·埃斯佩塞特
格萝·埃斯佩塞特（挪威語：Gro Espeseth，1972年10月30日—），挪威女子足球运动员。她曾代表挪威国家队参加1996年和2000年夏季奥林匹克运动会足球比赛，获得一枚金牌和一枚铜牌。